# 罗里·拜恩
罗里·拜恩（英語：Rory Byrne，1944年1月10日—）是一名目前半退休的南非工程师和赛车设计师。他曾经是贝纳通车队和法拉利车队的首席设计师，设计的赛车赢得了99座分站冠军，7座车队世界冠军和7座车手世界冠军。罗里·拜恩仅次于阿德里安·纽维和科林·查普曼，是F1历史上设计的赛车夺冠次数第三多的设计师。1992-2004年，每一届世界冠军车手驾驶的赛车均由拜恩或纽维设计；迈克尔·舒马赫的每一辆世界冠军座驾都由拜恩主持设计。

## 职业生涯

### 早年生涯
拜恩毕业于约翰内斯堡的金山大學的工程学专业。1973年，拜恩来到英国，帮助朋友设计了生涯第一款赛车，一辆Royale公司的福特方程式赛车。它對原先的賽車做了很多改動，令车队成绩进步明显。不久后，拜恩被Royale公司聘用为总设计师。1976年，Royale为当时参加福特方程式的托勒曼车队设计赛车。次年，车队就晋级到了二級方程式。拜恩为托勒曼车队设计了第一款参加大奖赛的赛车——Hart动力单元的TG180赛车。1980年，车队的两名车手驾驶拜恩设计的TG280赛车在F2比赛中获得了冠亚军。

### 托勒曼/贝纳通车队
由罗里·拜恩担任首席设计师的托勒曼车队在1984年正式加入一级方程式。未来的三届世界冠军，巴西车神埃尔顿·塞纳在这里开始职业生涯。1986年墨西哥大奖赛时，托勒曼车队被收购，並更名为贝纳通车队。同年，杰哈德·伯格为车队赢得了第一场大奖赛胜利。1989年，F1禁用了涡轮增压引擎。拜恩为贝纳通设计了B189赛车，进气道与前鼻翼的设计被认为非常独特。同年，拜恩加入了计划进入F1的雷纳德公司。然而，1991年时雷纳德取消了参与F1的计划。同时，拜恩回到了贝纳通车队。与此同时，未来的七届世界冠军，迈克尔·舒马赫宣布，1992年从乔丹车队转会贝纳通车队。1994年，拜恩为贝纳通车队设计了B194赛车，迈克尔·舒马赫驾驶这台赛车取得了当年车队与车手双料世界冠军。

### 法拉利车队
罗里·拜恩被誉为法拉利车队的“技术泰斗”。1996年，在法拉利F310赛车研发失败后，拜恩和车队经理让·托德、技术总监罗斯·布朗、卫冕世界冠军迈克尔·舒马赫一起从贝纳通转会到法拉利车队。自1999赛季至2004赛季，罗里·拜恩为法拉利设计的F2002、F2004等赛车连续六年赢得了车队世界冠军，其中F2004战绩尤为突出，以18战15胜的优异战绩统治着比赛，被誉为拜恩的“巅峰之作”。2004年，罗里·伯恩宣布，他将在2006赛季结束后，因身体原因退出F1，并将首席设计师的位置移交给阿尔多·科斯塔，后者自1998年以来一直是他的助手。2006年9月19日，拜恩作为法拉利顾问的任期再次被延长两年，直到2009年初。2009年，拜恩对布朗GP等车队扩散器的设计表示反对。2011年，拜恩回到法拉利工作，同年6月开始研发F2012赛车。2012年，拜恩在法拉利赛季初期研发失利后，被法拉利邀请观察F2012赛车的设计。他还参与了法拉利LaFerrari跑车的设计。2013年2月，在法拉利新车F138的发布会上，罗里·拜恩接受德国汽车与运动协会采访时表示：他正在设计2014年法拉利的混合动力新赛车。毛里齐奥-阿里瓦贝内透露，拜恩担任法拉利首席设计师西蒙尼·雷斯塔的技术顾问。2017年墨西哥大奖赛上，法拉利车队人员指出，拜恩已经重返车队，帮助研发SF70H赛车。2020年，法拉利车队遭遇严重研发失误，在比诺托的改革下，拜恩参与了车队的研发，以期提高赛车性能。

## 一级方程式夺冠赛季
| 序号 | 赛季 | 代表车队 | 冠军车手                                  | 赛车     | 动力单元 |
| ---- | ---- | -------- | ----------------------------------------- | -------- | -------- |
| 1    | 1994 | 贝纳通   | 迈克尔·舒马赫                             | B194     | 福特     |
| 2    | 1995 | 贝纳通   | 迈克尔·舒马赫                             | B195     | 雷诺     |
| 3    | 1999 | 法拉利   | 仅取得车队冠军，车手冠军由米卡·哈基宁夺得 | F399     | 法拉利   |
| 4    | 2000 | 法拉利   | 迈克尔·舒马赫                             | F1-2000  | 法拉利   |
| 5    | 2001 | 法拉利   | 迈克尔·舒马赫                             | F2001    | 法拉利   |
| 6    | 2002 | 法拉利   | 迈克尔·舒马赫                             | F2002    | 法拉利   |
| 7    | 2003 | 法拉利   | 迈克尔·舒马赫                             | F2003-GA | 法拉利   |
| 8    | 2004 | 法拉利   | 迈克尔·舒马赫                             | F2004    | 法拉利   |